# Haunting the Chapel
A Haunting the Chapel a Slayer nevű zenekar 1984-ben kiadott kislemeze.

## Dalok
1. Chemical Warfare (Hanneman/King) – 6:01
2. Captor of Sin (Hanneman/King) – 3:27
3. Haunting the Chapel (Hanneman/King) – 3:57
4. Aggressive Perfector (Hanneman/King) – 3:31

Az eredeti kiadáson nem szerepelt az „Agressive Perfector”, ez később került rá a Metal Massacre III című válogatásról.

## Közreműködők
- Tom Araya – Basszusgitár, Ének
- Jeff Hanneman – Gitár
- Kerry King – Gitár
- Dave Lombardo – Dob
- Brian Slagel – Producer
- Bill Metoyer – Hangmérnök
- Eddy Schreyer – Maszterelés
- Vince Gutiérrez – Borító